# Simon Jenko
Simon Jenko fue un escritor y poeta esloveno, (*27 de octubre de 1835, Podreča en Sorško polje, Eslovenia , †18 de octubre de 1869, Kranj, Eslovenia)

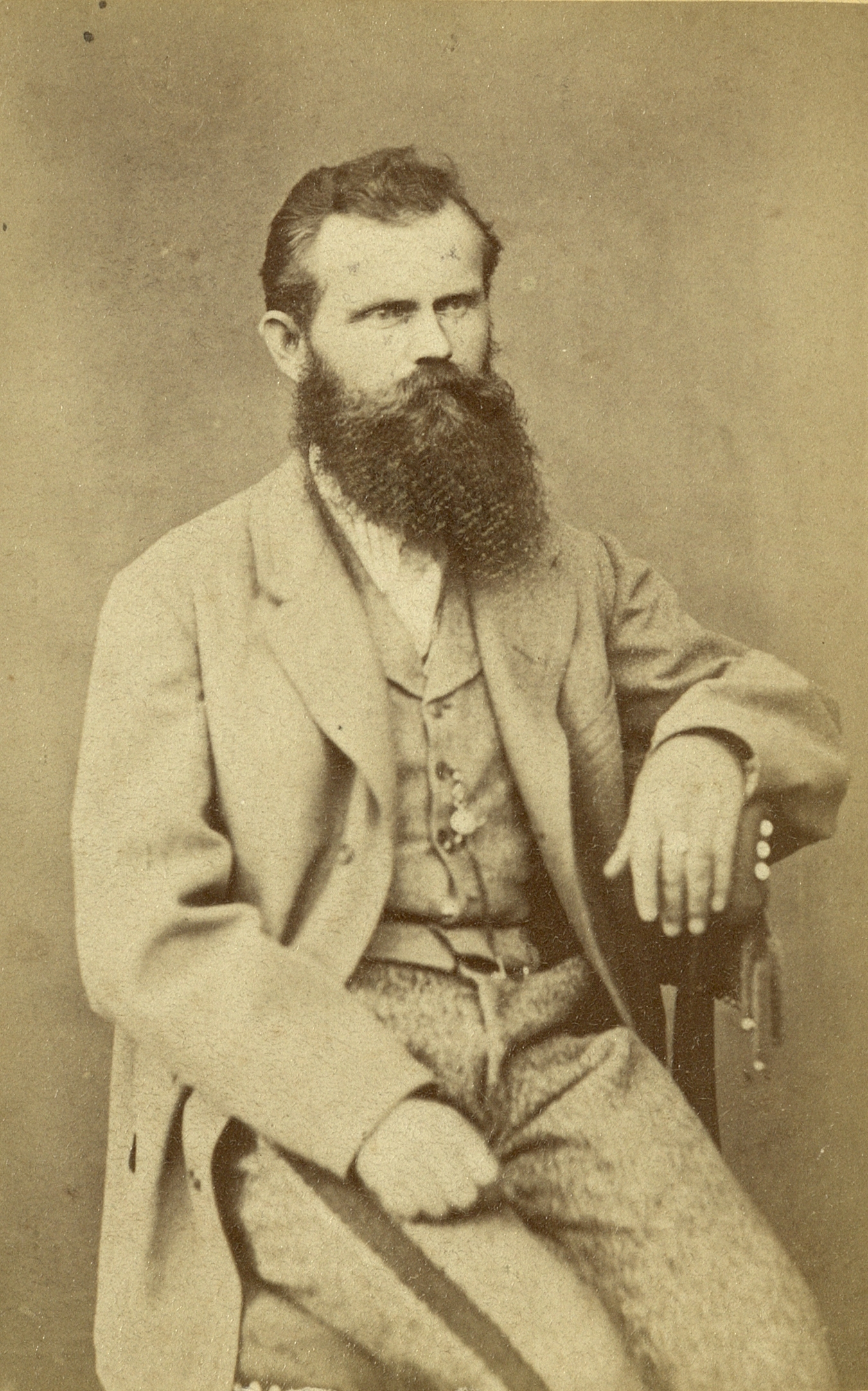

## Biografía
Jenko nació en Podreča, en el campo de Sora (esloveno: Sorško polje), situado en la región de Alta Carniola, que entonces formaba parte del Imperio austríaco y de la República de Eslovenia en la actualidad. Nació como hijo ilegítimo de padres campesinos, con los que se mudó al pueblo de Praše en algún momento de su infancia. Praše fue una importante fuente de inspiración en la mayoría de sus poemas y relatos breves. También su posición social -su familia era muy pobre- influyó decisivamente en sus puntos de vista y, consecuentemente, en sus obras. Asistió a las escuelas públicas de Smeldnik y de Kranj. Aunque quiso asistir a la escuela secundaria en Liubliana, la posición financiera de su familia no se lo permitió, de modo que en 1847 empezó a realizó dicha educación secundaria en Novo Mesto. De todos modos, entre los años 1853 y 1855, asistió también a la secundaria en Liubliana, donde se reencontró con algunos amigos de su anterior escuela de Kranj y juntos fundaron un círculo literario del que surgió un periódico escolar ilegal llamado "Vaje" (1854-55). Entre las publicaciones del peroiódico estaban también los poemas que Jenko había escrito durante su escolarización en Novo Mesto. 
Después de terminar la escuela secundaria en 1855, Jenko empezó a estudiar teología en Klagenfurt, de acuerdo con el deseo de sus padres. Sin embargo, tras su primer año cambió sus estudios y se matriculó en la Universidad de Viena donde primero estudió Letras clásicas, después Historia y al final Derecho. Fue en ese período cuando se reunió con sus compañeros de clase de la secundaria en Liubliana y restableció el círculo literario. Durante un tiempo estuvo ganándose la vida trabajando como tutor privado, hasta que en otoño de 1863 regresó a Praše. Consiguió trabajo en el bufete de abogados del notario Strgar y trabajó allí hasta 1866. Mientras trabajaba, intentó encontrar un editor para su colección de poemas y, finalmente, con ayuda de Fran Levstik, consiguió convencer al editor Giontini para publicar su colección de poemas "Pesmi" (Cantos), que vio la luz el año 1864 en Graz. En agosto de 1866 comenzó a colaborar con el abogado Prevc y trabajó con él hasta su muerte el 18 de octubre de 1869 en Kranj. Su muerte fue provocada por una inflamación cerebral. Está enterrado en Prešernov gaj, en Kranj.

### Fechas importantes
- 1835 Nace en Podreča (Sorško polje) en una familia humilde de campesinos, más adelante se trasladan a Praše.
- 1847 Asiste a la escuela secundaria de Novo Mesto, los últimos dos años los hace en Liubliana.
- 1851 Publica su primer poema.
- 1854 colabora en el periódico escolar Vaje
- 1855 Después de terminar la secundaria se va a Klagenfurt y el año siguiente a Viena, donde al final decide estudiar Derecho.
- 1858 Publica en "Slovenski glasnik" Spomini (Recuerdos), Jeprški učitelj (El profesor de Jepr) y Tilka. Empieza a publicar los poemas del ciclo Obrazi (hasta 1862).
- 1863 Regresa a casa.
- 1864 Consigue trabajo en Kranj en un bufete de abogados. A finales del año se publica la colección de poemas Pesmi (con fecha de 1865).
- 1869 Se muda a Kranj, muere de inflamación cerebral.

## Obra

### Lírica
Simon Jenko fue una figura central de la lírica eslovena en el período comprendido entre el Romanticismo y el Realismo. La cima de su creación poética la representa su única colección de canciones, Pesmi que se publicó en 1864-65.

### Prosa
La prosa de Simon Jenko consiste de tres cuentos cortos (Spomini, Jeprški učitelj y Tilka) y de algunos cuentos, de menor relevancia, que datan en los años de la secundaria (Misli, Ljubljana, Črte, Predpustnica etc.). Spomini, Jeprški učitelj y Tilka se publicaron en la revista literaria Slovenski glasnik en 1858. En sus primeras obras es característica una prosa con estructura poco desarrollada. Sin embargo, con las novelas cortas de su período maduro (Tilka y Jeprški učitelj) se puede ver un desarrollo rápido hacia el Realismo. La cúspide de su obra son los tres cuentos cortos mencionados, de los que especialmente destaca Jeprški učitelj, que también fue la última novela corta de Jenko. El tema de las tres obras es la vida rural. Jenko dejó de escribir porque su prosa no fue bien recibida entre sus contemporáneos, y también porque en el año 1859 su círculo literario empezó a divergir y el escritor ya no pudo publicar bajo la protección del círculo.

### Obras principales
- Mikromega (1851),
- ciclos de poemas Obujenke (1856) Obrazi (1858),
- novelas: Tilka (1858), Jeprški učitelj (1858),
- colección de poemas: Pesmi (1865),
- poemas conocidos: Adrijansko morje, Naprej zastava slave, Gori, V brezupnosti,
- cuentos conocidos: Misli, Ljubljana, Črte, Kaznovana tercijalka, Predpustnica,
- primer poema publicado: Bučelji pik,
- narración: Spomini.